# Malthonica lusitanica
Malthonica lusitanica là một loài nhện trong họ Agelenidae.
Loài này thuộc chi Malthonica. Malthonica lusitanica được Eugène Simon miêu tả năm 1898.